# Barkeyville
Barkeyville es un borough ubicado en el condado de Venango en el estado estadounidense de Pensilvania. En el año 2000 tenía una población de 237 habitantes y una densidad poblacional de 26.2 personas por km².

## Geografía
Barkeyville se encuentra ubicado en las coordenadas 41°12′01″N 79°58′58″O / 41.20028, -79.98278.

## Demografía
Según la Oficina del Censo en 2000 los ingresos medios por hogar en la localidad eran de $41,500 y los ingresos medios por familia eran $42,500. Los hombres tenían unos ingresos medios de $33,750 frente a los $20,682 para las mujeres. La renta per cápita para la localidad era de $16,161. Alrededor del 12.7% de la población estaba por debajo del umbral de pobreza.